# Goniothalamus viridiflora
Goniothalamus viridiflora är en kirimojaväxtart som beskrevs av Carl Karl Adolf Georg Lauterbach och Karl Moritz Schumann. Goniothalamus viridiflora ingår i släktet Goniothalamus och familjen kirimojaväxter. Inga underarter finns listade i Catalogue of Life.